# Subdivisions de l'Érythrée
Cet article recense les subdivisions administratives de l'Érythrée.

## Régions

### Liste

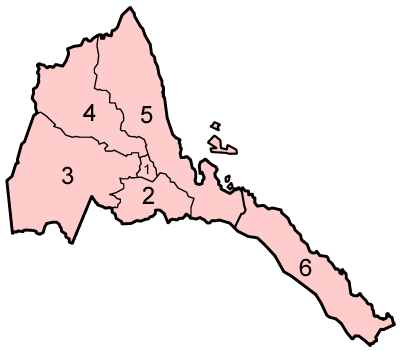
Carte de l'Érythrée divisée en régions.

L'Érythrée est divisée en six régions administratives.
|   | Nom (français)    | Nom (tigrinya)  | Nom (arabe)               | Capitale  |
| - | ----------------- | --------------- | ------------------------- | --------- |
| 1 | Maekel            | ዞባ ማእከል         | المنطقة المركزية          | Asmara    |
| 2 | Debub             | ዞባ ደቡብ          | لمنطقة الجنوبية           | Mendefera |
| 3 | Gash-Barka        | ዞባ ጋሽ ባርካ       | منطقة القاش وبركا         | Barentu   |
| 4 | Anseba            | ዞባ ዓንሰባ         | منطقة عنسبا               | Keren     |
| 5 | Semien-Keih-Bahri | ዞባ ሰሜናዊ ቀይሕ ባሕሪ | منطقة البحر الأحمر الشمال | Massaoua  |
| 6 | Debub-Keih-Bahri  | ዞባ ደቡባዊ ቀይሕ ባሕሪ | منطقة البحر الأحمر الجنوب | Assab     |

### Histoire
Pendant la période coloniale, la colonie italienne d'Érythrée est organisée en huit provinces dont le découpage est fortement basé sur les frontières historiques de la région. Ces provinces sont utilisées comme districts après l'annexion de l'Érythrée par l'Éthiopie, en 1962.
Lors de son indépendance en 1993, ce découpage est conservé, en partageant toutefois deux des provinces afin d'en former dix au total. En 1996, l'organisation du pays est modifiée : les six régions actuelles sont créées, regroupant 59 neus zobas qui regroupent elle-même 701 kebadis.

### Gouvernement
Chaque région possède une assemblée régionale localement élue, tandis que l'administrateur local est nommé par le président d'Érythrée. Pendant les réunions du gouvernement, le président rencontre également les administrateurs régionaux.
Les assemblées régionales ont la charge du budget pour les programmes locaux (événements culturels, infrastructure, etc.)

## Districts

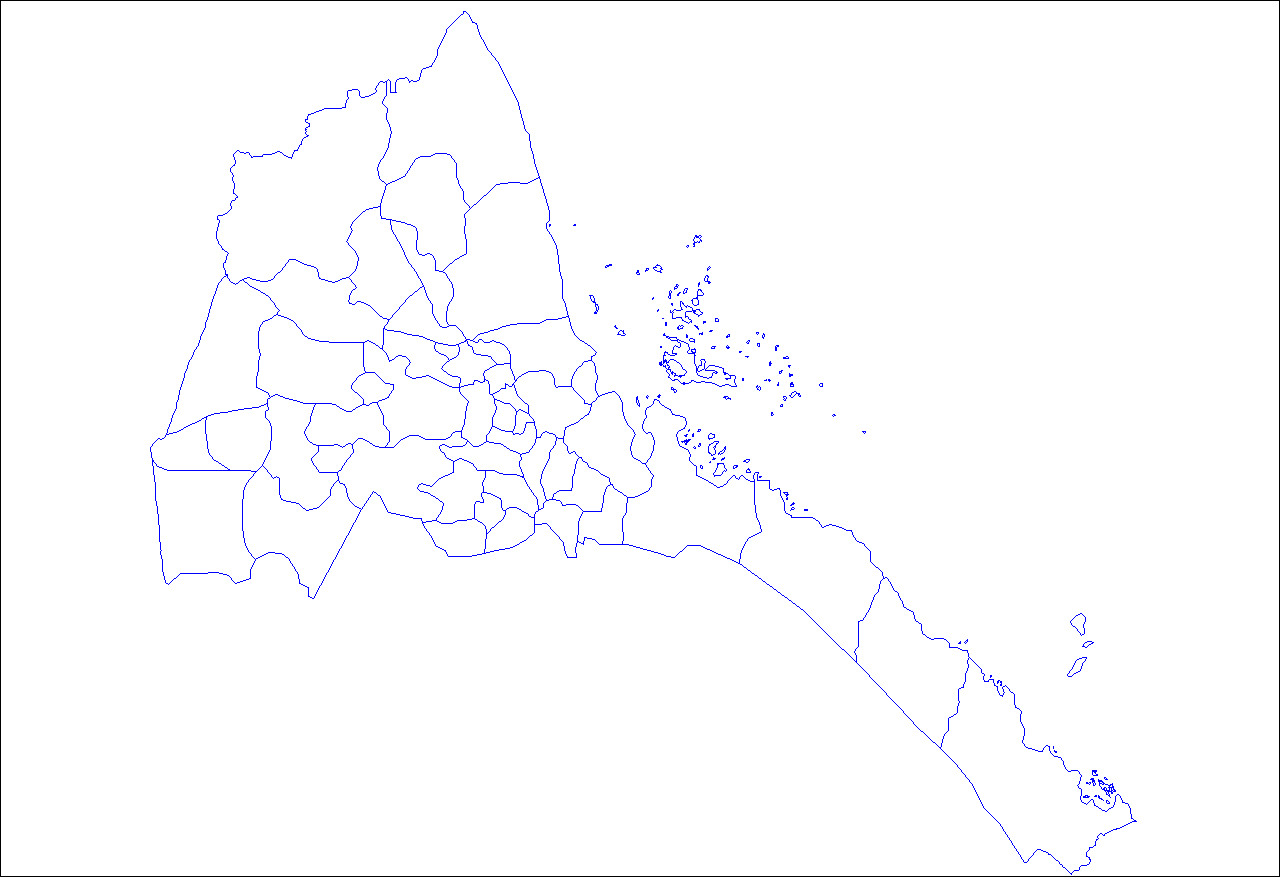
Carte de l'Érythrée divisée en districts.

Les régions de l'Érythrée sont subdivisées en districts. Ces districts portent très souvent le nom de leurs capitales.
- Anseba :
  - Adi Tekelezan 
  - Asmat
  - Elabered
  - Geleb
  - Hagaz
  - Halhal
  - Habero
  - Keren
  - Kerkebet
  - Sela

- Maekel :
  - Berikh
  - District nord-est
  - District sud-est
  - District sud-ouest
  - Ghala Nefhi
  - Serejaka

- Gash-Barka
  - Akurdet
  - Barentu
  - Dghe
  - Forto
  - Gogne
  - Haykota
  - Logo Anseba
  - Mensura
  - Mogolo
  - Molki
  - Omhajer
  - Shambuko
  - Tesseney
  - Gash supérieur

- Semien-Keih-Bahri :
  - Afabet
  - Dahlak
  - Ghelalo
  - Foro
  - Ghinda
  - Karura
  - Massaoua
  - Nakfa
  - She'eb

- Debub :
  - Adi Keyh
  - Adi Quala
  - Areza
  - Dbarwa
  - Dekemhare
  - Kudo Be'ur
  - Mai-Mne
  - Mendefera
  - Segeneiti
  - Senafe

- Debub-Keih-Bahri :
  - Are'eta
  - Denkalya central
  - Denkalya méridional